# Hannes Sahlin
Hannes Sahlin, född den 1 mars 1988, är en svensk före detta fotbollsspelare som är tränare i Reymersholms IK. Han spelade främst som försvarare (mittback och vänsterback).

## Karriär
Sahlins moderklubb är Qviding FIF. Han spelade en säsong i klubbens a-lag år 2006. 2007 skrev Sahlin på ett tvåårskontrakt med Superettan-klubben BK Häcken. Det blev inget spel i BK Häcken då han direkt blev utlånad till Qviding FIF. Utlåningsperioden fortsatte sedan över säsongen 2008 då Gunnilse IS blev hemvist. 
2009 återvände Sahlin till Qviding FIF, där det blev spel i tre säsonger. Under sitt sista år i Qviding FIF var han med och slog bottenrekord i antal vunna poäng i Superettan då laget endast vann en av 30 matcher och stannade på blygsamma elva inspelade poäng.
Inför säsongen 2012 gick han till Örgryte IS. Tämligen omgående blev han ordinarie i startelvan, och då han själv stod bland supportrarna på läktaren som liten har han uttryckt att det är en speciell känsla att få möjligheten att representera "Sällskapet". Totalt spelade han 23 ligamatcher, varav 22 från start, under sin debutsäsong i laget.
I slutet av november 2012 offentliggjorde Örgryte IS att man lyckats förhandla fram ett nytt avtal med Hannes Sahlin. Kontraktet var på två år. I slutet av 2014 förlängdes avtalet ytterligare två år. Efter säsongen 2021 avslutade Sahlin sin elitkarriär.
Säsongen 2022 spelade Sahlin för division 3-klubben Reymersholms IK. Inför säsongen 2023 tog han över som huvudtränare i klubben.